# Gueutteville
Gueutteville ist eine französische Gemeinde mit 80 Einwohnern (Stand: 1. Januar 2022) im Département Seine-Maritime in der Region Normandie (vor 2016 Haute-Normandie). Die Gemeinde gehört zum Arrondissement Dieppe (bis 2017 Rouen) und zum Kanton Luneray (bis 2015 Pavilly). Die Einwohner werden Gueuttevillais genannt.

## Geographie
Gueutteville liegt etwa 24 Kilometer nordnordwestlich von Rouen im Pays de Caux. Umgeben wird Gueutteville von den Nachbargemeinden Bertrimont im Norden, Varneville-Bretteville im Osten, Beautot im Südosten, Saint-Ouen-du-Breuil im Süden, Hugleville-en-Caux im Südwesten sowie Ancretiéville-Saint-Victor im Westen.
Durch den Süden des Gemeindegebiets führt die Autoroute A29. 

## Bevölkerungsentwicklung
| 1962                      | 1968 | 1975 | 1982 | 1990 | 1999 | 2006 | 2013 |
| ------------------------- | ---- | ---- | ---- | ---- | ---- | ---- | ---- |
| 88                        | 67   | 52   | 59   | 67   | 66   | 71   | 81   |
| Quelle: Cassini und INSEE |      |      |      |      |      |      |      |

## Sehenswürdigkeiten
- Kirche Notre-Dame-de-la-Trinité aus dem 13. Jahrhundert
- Schloss Gueuetteville aus dem 18. Jahrhundert